# 몽고모
몽고모(스페인어: Mongomo)는 적도 기니 웰레은사스 주의 주도로 인구는 7,251명(2012년 기준)이다. 가봉 국경과 가까운 지점에 위치한다.
적도 기니의 초대 대통령인 프란시스코 마시아스 응게마, 현 대통령인 테오도로 오비앙 응게마 음바소고가 태어난 곳이기도 하다. 이 때문에 이들 대통령의 파벌을 '몽고모파(派)'라고 부르기도 한다.